# Dráfi Mátyás
Dráfi Mátyás (Galánta, 1942. november 17. –) Kossuth- és  Jászai Mari-díjas szlovákiai magyar színész, színigazgató, érdemes művész.

## Életpályája
Dráfi Kálmán és Mikóczy Jolán gyermekeként született. 1965-ben végzett a Pozsonyi Színművészeti Főiskolán. 1959–1960 között a Magyar Területi Színház színésze volt. 1965–1980 között illetve 1982 óta a komáromi Magyar Területi Színház, illetve a Komáromi Jókai Színház tagja. 1969–1971 között a Magyar Területi Színház igazgatója volt.

## Magánélete
1965-ben feleségül vette Szabómihály Borbálát. Három lányuk született: Emőke (1966), Emese (1970) és Anikó (1976).

## Színházi szerepei
A Színházi Adattárban regisztrált bemutatóinak száma: 66.
- Szophoklész: Oidipusz király....Kreon
- Majakovszkij: Gőzfürdő....Diadalov
- Müller Péter: Búcsúelőadás....Cavalcanti
- Bukovcan: Fata morgana....Kenotafios
- Igragimbekov: Homokon épülő ház....Eldar
- Jirásková: Zűrzavar....Apa
- Kmeczkó Mihály: Harc a kutyafejűekkel....Keve
- Vörösmarty Mihály: Czillei és a Hunyadiak....Kém
- Brecht–Weill: Koldusopera....Peachum
- Suksin: Energikus emberek....Fekete
- Mikszáth Kálmán: A Noszty-fiú esete Tóth Marival....Kopereczky
- Zahradnik: Tűzijáték....Dr. Rém
- Kőszeghy F. László: Lusta királyság....I. Dubi Dubi
- Capek: Az anya....Férfi hang
- William Shakespeare: Coriolanus....Caius Marcius Coriolanus
- Danek: Jelentés N. város sebészetéről....Professzor
- Zahradnik: Utóirat....Csatai
- Zejtuncjan: Egy szabad ember....Szerző; Ügyvéd
- Katona József: Bánk bán....Tiborc
- Mark Twain: Koldus és királyfi....Lord Mertford
- Feydeau: Osztrigás Mici....Tábornok
- Lovicsek Béla: Végállomás....Szarka
- Sütő András: Káin és Ábel....Ádám
- Schwajda György: Segítség....Tanácsi úr; Kellékes
- Szép Ernő: Vőlegény....Papa
- Danek: Negyven gazfickó meg egy maszületett bárány....Főúr
- Labiche-Michel: Olasz szalmakalap....Nonancourt
- Háy Gyula: Caliguló....Egnatius
- Márai Sándor: Kaland....Dr. Szekeres
- Zerkovits Béla: Csókos asszony....Kubanek
- Kocsis István: Árpád-házi Szent Margit....IV. Béla
- Háy Gyula: Mohács....Báthori István
- Móricz Zsigmond: Rokonok....Kardics
- Presser Gábor: A padlás....Témüller
- Ébert Tibor: Esterházy....Főszínész
- Márai Sándor: Kassai polgárok....Petrus
- Bernstein: West Side Story....Doc
- Scarnicci-Tarabusi: Kaviár és lencse....Leonida Papagatto
- Madách Imre: Az ember tragédiája....Lucifer; Az Úr
- Beaumarchais: Figaro házassága....Antonio
- Mészáros László: Klapka....Teleki László
- Brecht: A szecsuáni jólélek....Második Isten
- Keyes: Virágot Algernonnak....Gimpy
- Móricz Zsigmond: Csibe....Papa
- Tolcsvay László: Mária evangéliuma....József
- Bock: Hegedűs a háztetőn....Tevje
- Kocsis István: Magellán....Magellán
- William Shakespeare: Vízkereszt, vagy amit akartok, avagy nem a ruha teszi....Antonio
- Leigh: La Manche lovagja....A fogadós
- Sartre: Az ördög és a jóisten....
- Ratkó József: Segítsd a királyt!....Öreg
- Molnár Ferenc: A testőr....A hitelező
- Loewe: My fair lady....Alfred P. Doolittle
- Gogol: Ház-Tűz-Néző....Anyucskin nyugalmazott gyalogsági tiszt
- Ghelderode: Barrabás....Toronyőr
- Jókai Mór: A gazdag szegények....Kapor Ádám
- Zahradnik: Azyl....Simon
- Schiller: Ármány és szerelem....Miller
- Schönthan: A Szabin nők elrablása....Rettegi Fridolin
- Dürrenmatt: A vak....A Herceg
- Kálmán Imre: Csárdáskirálynő....Miska
- Vaszary Gábor: Az ördög nem alszik....Gróf Boroghy Gedeon

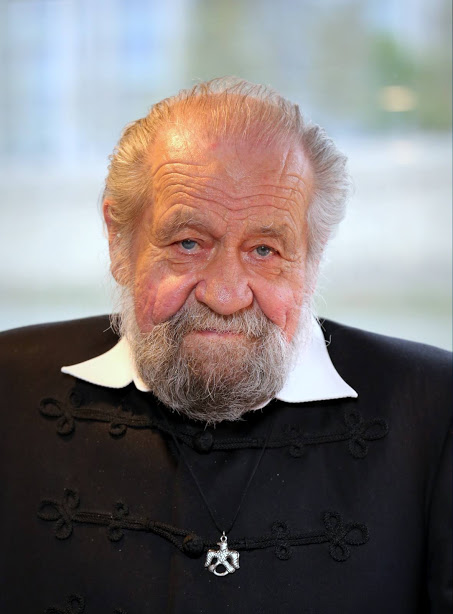
2019-ben (Thaler Tamás fotója)

### Egyéb színházi szerepei
- Schiller: Haramiák....Moor
- Miller: Salemi boszorkányok....Proctor
- Hasek: Svejk....Svejk
- Fazekas–Móricz: Lúdas Matyi....Ludas Matyi
- Felkai: Madách....Madách
- Háy Gyula: Isten, császár, paraszt....Husz János; Zsizska
- William Shakespeare: Othello....Othello
- Szigligeti: Liliomfi....Szellemfi

## Filmjei
- Ezeréves méh
- A víz íze
- A skanzen gondnoka
- A szívroham (1977)
- Átkelő a Dunán (1989)
- Én népem (1998)
- Tájkép (2000)
- Magyar Passió (2021)
- Zanox – Kockázatok és mellékhatások (2022)

## Egyéb filmes feladat
- Narráció: Kukkónia (2015)

## Díjai
- Egressy-díj
- Érdemes művész (1985)
- Nyitott Európáért-díj (1998)
- Jászai Mari-díj (2001)
- A Szlovák Köztársaság ezüst plakettje
- Pro Urbe díj, Komárom
- Életműdíj - Határon Túli Magyar Színházak Fesztiválja, Kisvárda
- Nitrianska Lunica (2014)[3]
- Pro Probitate díj (2014)[4]
- Hit és hűség díj (2019)[5]
- A Magyar Kultúra Lovagja (2022)[6]
- Kossuth-díj (2023)